# (1350) Rosselia
(1350) Rosselia es un asteroide perteneciente al cinturón de asteroides descubierto el 3 de octubre de 1934 por Eugène Joseph Delporte desde el Real Observatorio de Bélgica, Uccle.

## Designación y nombre
Rosselia se designó inicialmente como 1934 TA.
Más tarde fue nombrado en honor del periodista belga Emile Rossel, editor del periódico Le Soir.

## Características orbitales
Rosselia está situado a una distancia media del Sol de 2,856 ua, pudiendo alejarse hasta 3,113 ua. Tiene una inclinación orbital de 2,939° y una excentricidad de 0,08997. Emplea en completar una órbita alrededor del Sol 1763 días.